# Чуртанбашево
Чуртанбашево (баш. Суртанбаш) — деревня в Чекмагушевском районе Республики Башкортостан Российской Федерации. Входит в состав Тузлукушевского сельсовета. 

## География

### Географическое положение
Расстояние до:
- районного центра (Чекмагуш): 18 км,
- центра сельсовета (Тузлукушево): 7 км,
- ближайшей ж/д станции (Буздяк): 91 км.

## Население
| 2002 | 2009 | 2010 |
| ---- | ---- | ---- |
| 95   | ↘60  | ↘55  |

Национальный состав
Согласно переписи 2002 года, преобладающие национальности —  башкиры (56 %), татары (26 %).